# Marc-Antoine Charpentier
 (mai 2024).
Si vous disposez d'ouvrages ou d'articles de référence ou si vous connaissez des sites web de qualité traitant du thème abordé ici, merci de compléter l'article en donnant les références utiles à sa vérifiabilité et en les liant à la section « Notes et références ».
Pour les articles homonymes, voir Charpentier (homonymie).
Œuvres principales
- Missa Assumpta est Maria H.11
- Te Deum H.146
- David et Jonathas H.490
- Médée H.491

Marc-Antoine Charpentier, né en Île-de-France en 1643 et mort à Paris le 24 février 1704, est un compositeur et chanteur baroque français.
Il est connu pour ses compositions de musique sacrée, en particulier ses motets et ses messes. Charpentier a travaillé pour le roi Louis XIV et pour les Jésuites à Paris, pour lesquels il a composé la majeure partie de sa musique sacrée. Par l'ampleur et la qualité de son œuvre sacrée et profane, Charpentier figure parmi les plus importants compositeurs de la période baroque en France. Son style a été influencé par la musique italienne. Charpentier a également composé de la musique instrumentale, des opéras et des ballets.
Sa musique sacrée et théâtrale fit concurrence à celle de son contemporain Jean-Baptiste Lully.

## Biographie

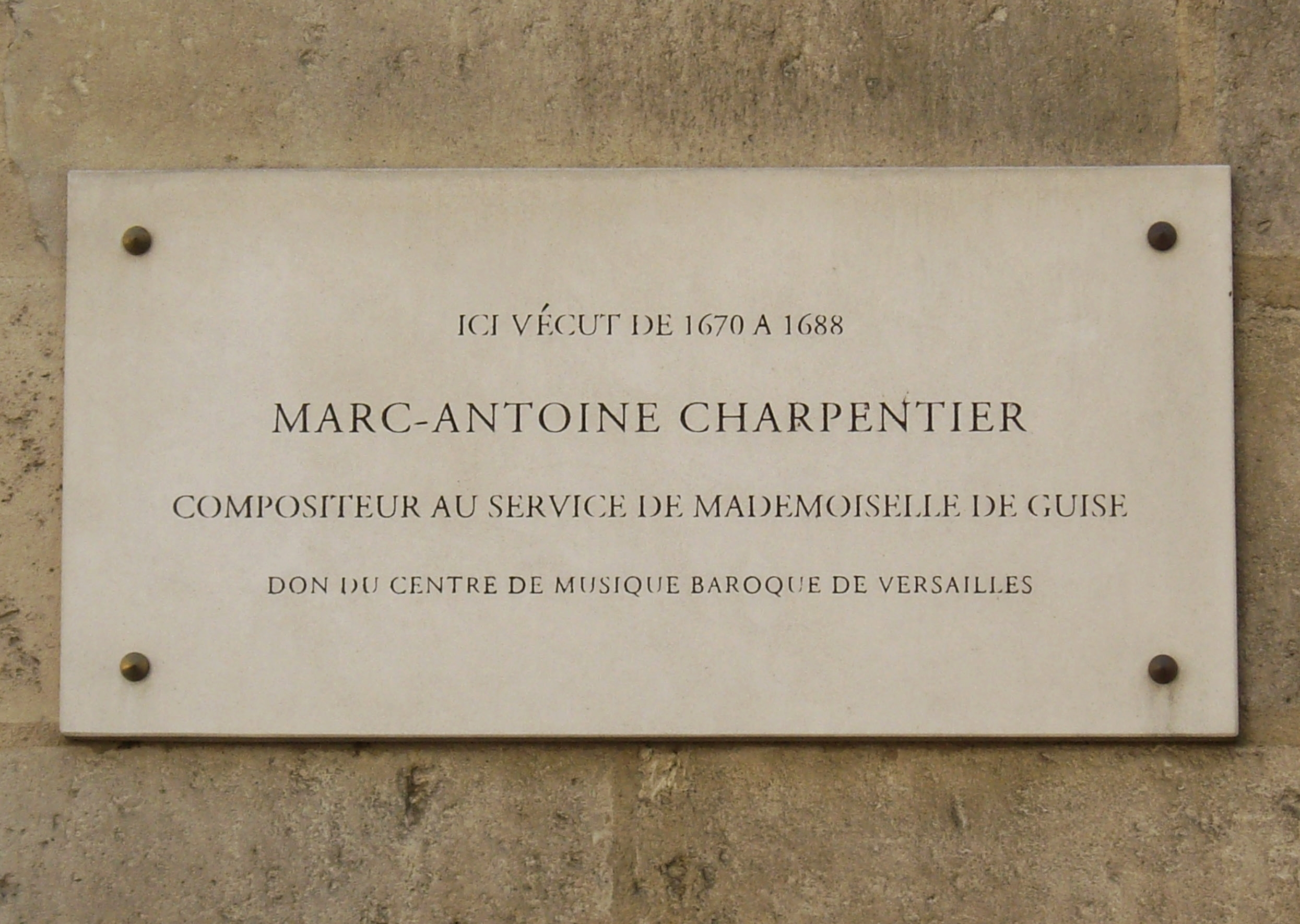
Plaque posée en 2004 par le C.M.B.V sur l'hôtel de Clisson à Paris.

Marc-Antoine Charpentier commence sa carrière en se rendant en Italie (selon une légende[réf. souhaitée], pour faire des études d'architecture), mais il tombe sous l'influence de Giacomo Carissimi, ainsi que d'autres compositeurs italiens, peut être Domenico Mazzocchi. Il restera marqué par le style italien et sera le seul avec Jean-Joseph Cassanéa de Mondonville en France à aborder l'oratorio.
À partir de 1670, il est maître de musique (compositeur et chanteur) au service de la duchesse de Guise.
En 1672, Jean-Baptiste Lully obtient un privilège qui fait défense à toute personne « de faire chanter aucune pièce entière en France, soit en vers françois ou autres langues, sans la permission par écrit dudit sieur Lully, à peine de dix mille livres d'amende, et de confiscation des théâtres, machines, décorations, habits…. » Molière, qui avait collaboré avec Lully durant les huit années précédentes, doit trouver d'urgence un nouveau compositeur pour effectuer les intermèdes musicaux de ses comédies-ballets. Après avoir obtenu du roi un adoucissement du monopole de Lully, il s'adresse à Charpentier pour composer la musique des entractes de Circé et d'Andromède, ainsi que des scènes chantées pour les reprises du Mariage forcé, et enfin les pièces musicales du Malade imaginaire, qui occupent environ une heure du spectacle.
En 1683, il était l'un des 35 candidats du concours de Versailles. S'il réussit à passer le premier tour, à cause d'une grave maladie, il n'était pas capable de participer au second tour. Avec sympathie, le roi Louis XIV lui accorda une pension. En effet, Charpentier avait été chargé de servir au dauphin Louis de France entre 1679 et 1682. Or, jusqu'à sa mort, il n'obtint aucun titre officiel de la cour de Louis XIV.
À la mort de Mlle de Guise en 1688, sa protectrice pendant 18 ans, Charpentier fut employé par les jésuites dans leurs établissements parisiens. Il devient maître de musique du collège Louis-le-Grand, puis de l'église Saint-Louis, rue Saint-Antoine, près de la Bastille. C'est à cette époque qu'il composa la majeure partie de son œuvre sacrée.
À la mort de Lully, en 1687, les compositeurs français peuvent enfin composer des opéras. En 1690, il est sollicité pour donner des leçons de composition au duc de Chartres, neveu du roi et cousin de Mlle de Guise. Charpentier compose alors Médée, sur une pièce de Thomas Corneille. C'est un échec, qui sera déterminant dans sa carrière de compositeur : il se consacrera désormais à la musique religieuse. Il est le compositeur des Carmélites de la rue du Bouloir, de l'abbaye de Montmartre, de l'abbaye-aux-Bois et de Port-Royal.
En 1698, Charpentier fut nommé maître de musique des enfants de la Sainte-Chapelle du Palais.
Sa musique est issue d'un mélange des styles français et italien, auxquels elle emprunte de nombreux éléments.
Il a composé aussi bien des œuvres profanes, musique de scènes, opéras, cantates, sonates, symphonies, que des œuvres de musique sacrée, motets (à grand ou petit effectif), oratorios, messes, psaumes, Magnificats, Litanies et leçons de ténèbres.
Sa sœur, Madame Jean Edouard, habitait rue Saint-André-des-Arts. Elle était paroissienne du père Mathieu, curé de l'Église Saint-André-des-Arts, italianiste qui donnait des concerts chez lui toutes les semaines, auxquels Marc-Antoine Charpentier participait volontiers.

## Redécouverte
Bien que Marc-Antoine Charpentier ait occupé des postes prestigieux durant toute sa carrière, peu de témoignages de ses contemporains nous sont parvenus et l’homme reste étonnamment énigmatique. Dix-huit ans passés au service de la duchesse de Guise n'y changent rien. Bien que sa musique résonne dans tous les hauts lieux de la vie artistique et intellectuelle du royaume, une biographie précise reste à ce jour impossible à établir. Les témoignages nous manquent. Deux portraits présumés, seulement quelques dates et deux signatures. Il semble vouloir s'effacer derrière son œuvre, comme Shakespeare ou Zelenka. Est-ce la crainte face à un surintendant de la musique tout puissant qui l'oblige à composer trois fois Le Malade imaginaire ? A-t-il voulu échapper à un exil, tel Robert Cambert fuyant à Londres les « défenses » de Lully ? Le décès de ce dernier en 1687 n'y change rien, Charpentier va demeurer pendant dix-sept ans, jusqu'à son dernier poste à la Sainte-Chapelle, un compositeur discret. Certains musicologues ont suggéré un « manque d'ambition », mais l'argument tient-il au regard des postes qu'il a occupés, de la diversité et de l'ampleur de sa production et surtout lorsqu’il se juge au terme de sa carrière « bon entre les bons et ignare parmi les ignares » ? Paradoxalement, Charpentier a donné plus de renseignements sur lui que tous ses contemporains en composant son Épitaphe H.474, œuvre « testament », clef pour essayer d'approcher ce mystérieux génie. À sa mort, il sombre dans un oubli complet (le fait que ses œuvres soient restées manuscrites pour la plupart y contribuera largement). Il faut attendre 1953, année de la découverte d'un de ses Te Deum, le H.146, dont le Prélude sert toujours d'indicatif à l'Eurovision, pour qu'on le redécouvre.

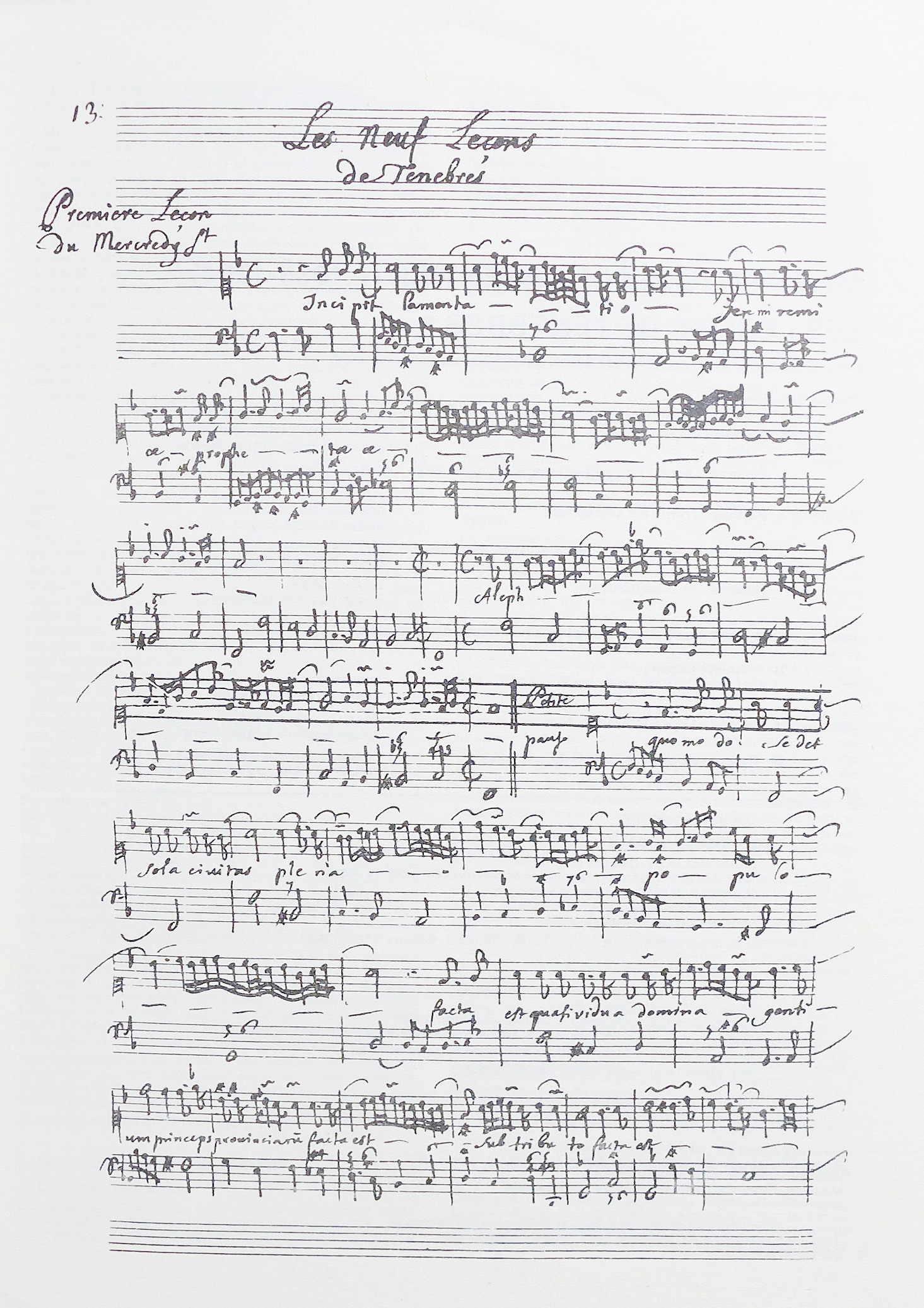
Première Leçons de Ténèbres du Mercredi Saint

C'est à Carl de Nys que l'on doit cette résurrection, qui va devenir également l'hymne du Tournoi des Six Nations. La firme naissante Erato va en assurer l'enregistrement.
Bien que Camille Saint-Saëns soit le premier compositeur à s'être penché sur l'œuvre d'un de ses prédécesseurs (en 1894), ce n'est qu'à partir des années 1950, que l'œuvre de Charpentier va susciter un réel intérêt. Claude Crussard (avec la publication de son livre Charpentier un musicien oublié), Guy Lambert, Roger Blanchard, Louis Martini et Jean-François Paillard, puis dans les années 1970, Michel Corboz, Jean-Claude Malgoire, Louis Devos vont réaliser à leur tour de nombreux enregistrements. La publication du catalogue raisonné de ses œuvres en 1982 par le musicologue américain H.W. Hitchcock est un élément décisif dans cette prise de conscience. À partir de 1981, la Société Marc-Antoine Charpentier (association loi de 1901) va apporter une aide significative à la découverte des œuvres. De nombreux artistes vont alors programmer concerts et enregistrements, René Jacobs, William Christie, Philippe Herreweghe, Gérard Lesne, Jordi Savall, Emmanuel Mandrin, Martin Gester, Marc Minkowski, Ton Koopman, Olivier Vernet, Reinhard Goebel, Edward Higginbottom, György Vashegyi, Paul O'Dette, Stephen Stubbs, Hervé Niquet, Gaëtan Jarry, Olivier Schneebeli, Sébastien Daucé. Aujourd'hui, la moitié environ du catalogue raisonné a été enregistrée. Catherine Cessac et Patricia M. Ranum sont reconnues pour leurs travaux de recherche sur le compositeur et travaillent en collaboration avec le Centre de musique baroque de Versailles (C.M.B.V.). En 2004, lors du tricentenaire de sa mort, paraissent quatre DVD, dont Un Automne musical à Versailles, hommage au compositeur (Armide classics). Dans le cadre de cette célébration, le Ministère de la culture et de la communication ouvre sur Internet un site consacré à Marc-Antoine Charpentier, repris en 2019 par le site Internet du C.M.B.V.
L'œuvre complète de Charpentier devait à sa mort compter environ 800 numéros d'opus, mais il ne reste aujourd'hui que 28 volumes autographes, soit plus de 500 pièces qu'il a pris soin lui-même de classer. Cette collection, appelée Mélanges, est l'un des plus beaux ensembles de manuscrits autographes musicaux de tous les temps. À sa mort, ses neveux Jacques Édouard et Jacques-François Mathas en héritèrent. En 1727, Jacques-Édouard vendit l'ensemble des manuscrits à la Bibliothèque Royale.
La collection complète des œuvres de Marc-Antoine Charpentier a donc intégré le fonds de la Bibliothèque nationale de France.
L'édition critique de l'œuvre de Marc-Antoine Charpentier est en cours de publication au Centre de musique baroque de Versailles, collection « Monumentales ».
Marc-Antoine Charpentier est actuellement le compositeur baroque français le plus enregistré et le plus joué en concert[réf. nécessaire].

## L'œuvre de Marc-Antoine Charpentier
Marc-Antoine Charpentier a composé de nombreuses œuvres sacrées (messes, Te Deum, psaumes...) comme profanes (musiques de scène, airs à boire...) chantées ou instrumentales.

## Postérité
- « J'étais musicien, considéré comme bon parmi les bons, ignare parmi les ignares. Et comme le nombre de ceux qui me méprisaient était beaucoup plus grand que le nombre de ceux qui me louaient, la musique me fut de peu d'honneur mais de grande charge… […] guéris, purifie, sanctifie les oreilles de ces hommes pour qu'ils puissent entendre le concert sacré des anges ! » — Texte de Charpentier, extrait de son Epitaphium Carpentarii H.474 pour 6 voix et basse continue.
- Création de la Société Marc-Antoine Charpentier en 1983.
- Le Tombeau de Marc-Antoine Charpentier, de Thierry Pécou (1995), livret de Pierre Essartier d'après L'Epitaphium Carpentarij, pour 3 chœurs à voix égales, voix mixtes, orgue baroque, basse de viole, positif et cloches. Création le 19 novembre 1995 à la Chapelle du château de Versailles. Interprété par la Maitrise de Radio France, Les Pages de la Chapelle Royale, Les Petits Chanteurs de Versailles ; Olivier Latry, orgue ; Elisabeth Matiffa, basse de viole ; Frédéric Désenclos, orgue positif ; dir. Denis Dupays.

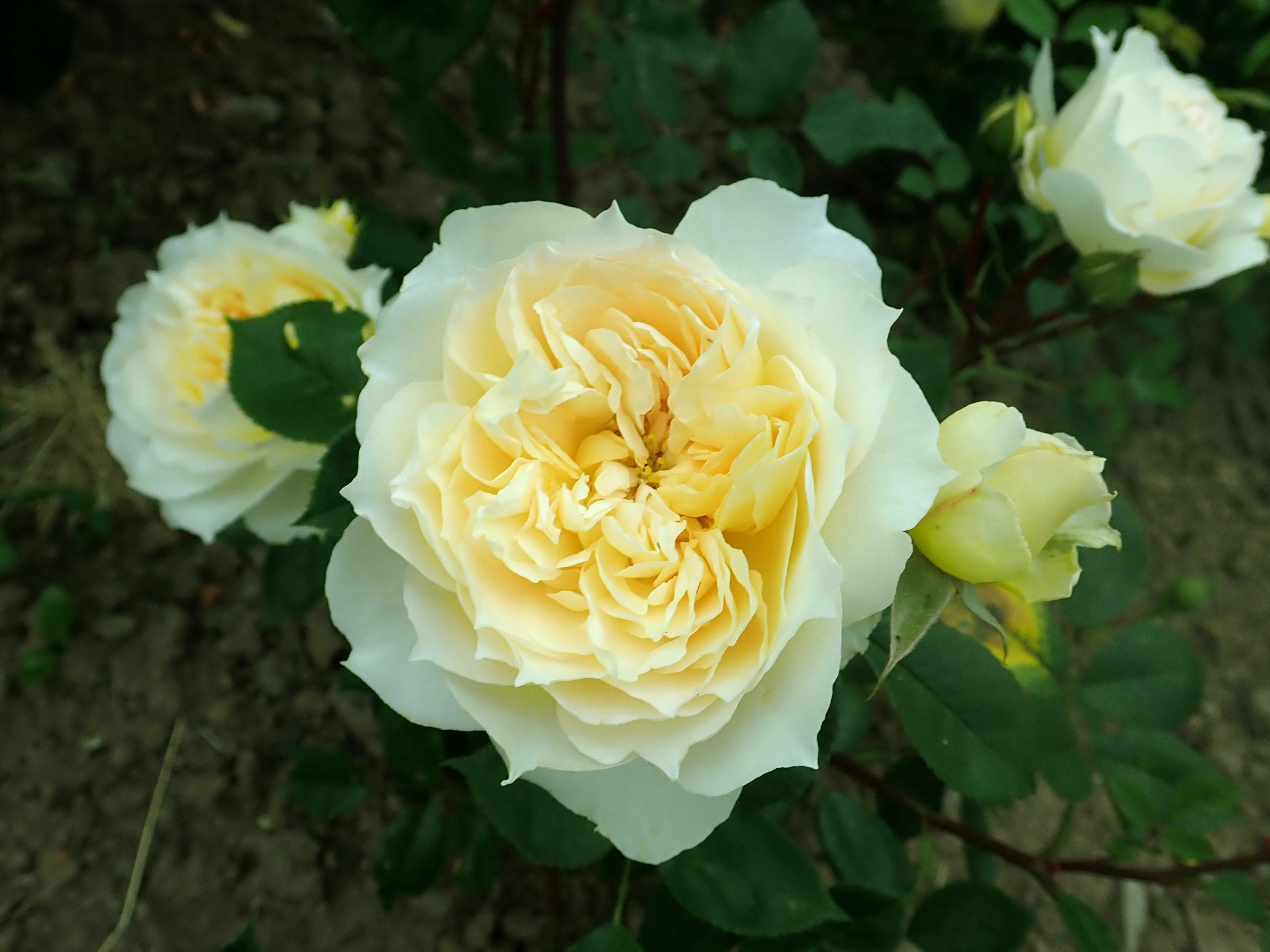
Rose Marc-Antoine Charpentier créée lors du tricentenaire de sa mort

- Rose Marc-Antoine Charpentier créée lors du tricentenaire de sa mort[11]Le Cantique des 3 enfants dans la fournaise de Philippe Hersant, pour trois voix d'enfants solistes, quadruple chœur, 2 hautbois, 2 bassons, 2 cornets, sacqueboute, serpent, 2 théorbes et orgue positif ; œuvre miroir de La Messe à 4 Chœurs H.4, avec effectif vocal, instrumental et spatial identique. Création le 17 mai 2015 à Abbeville. Interprétation, Maitrise de Radio France, Les Pages, les Chantres et les Symphonistes du Centre de Musique Baroque de Versailles, dir. Olivier Schneebeli. Enregistrement en 2019, à paraitre en 2020.
- « On croise parfois des compositeurs sans y prêter beaucoup d’attention; avec d’autres, il arrive qu’on puisse échanger un moment, avant de passer son chemin. Charpentier fait partie d’une catégorie plus rare: il est de ceux qu’on rencontre pour ne plus jamais les quitter, et on le sait dès la première note. Pour les Histoires sacrées, nous avons travaillé certaines œuvres spécialement en vue de l’enregIstrement, d’autres nous ont accompagné depuis quelques années - comme cette Peste de Milan pourtant inédite au disque! Certaines figuraient déjà dans notre tout premier programme de concert, il y a dix ans. Plusieurs de ces histoires ont même passé l’épreuve de la scène, avec Vincent Huguet pour guide, renouvelant complètement notre manière de les envisager: ces musiques intenses aux paroles lointaines ont pris une nouvelle dimension ou le texte et la puissance de ce qu’il raconte ont tout à coup retrouvé la première place, comme un miroir du monde d’aujourd’hui. A côté de l’harmonie prodigieuse, du contrepoint sublime, des formes expérimentales, le bonheur de la musique de Charpentier réside certainement aussi dans sa renaissance perpétuelle et inépuisable. » Sébastien Daucé, Diapason Juillet 2019 p. 7
- Rue Marc-Antoine Charpentier à Paris 75013 (1987).
- L'astéroïde découvert le 8 mai 1997 par Paul G. Comba à l'observatoire astronomique Prescott en Arizona (USA) a été nommé en hommage au compositeur : (9445) Charpentier (1997 JA8)[12].

#### Catalogue
- Hugh Wiley Hitchcock a dressé un catalogue thématique de l'œuvre de Marc-Antoine Charpentier (H. Wiley Hitchcock, Les Œuvres de Marc-Antoine Charpentier : Catalogue raisonné, Paris, Picard 1982), élément essentiel de la (re)découverte du plus grand compositeur français du XVIIe siècle. Les références dans ce catalogue sont préfixées par la lettre H (comme le montre la liste ci-dessus). Il y a 551 œuvres recensées.
- Après la parution de ce catalogue, les Éditions Minkoff décident de publier les œuvres de Charpentier en fac-similé (Meslanges autographes, 28 tomes, Minkoff France, Paris 1990-2004).
- Catalogue complet des éditions modernes par Catherine Cessac, d'après le catalogue de H. W. Hitchcock [[ lire en ligne]][PDF].

#### Ouvrages
- Camille Saint-Saëns, Au courant de la vie , Un contemporain de Lully, chapitre 1, édition Dorbon-Ainé 1914, report édition Wentworth Press, Scholar sélect 2018.
- Claude Crussard (1893-1947), Un musicien français oublié, Marc-Antoine Charpentier, 1634-1704, Paris, Librairie Floury, 1945.
- Robert W. Lowe, Marc-Antoine Charpentier et l'opéra de collège, Paris, G.-P. Maisonneuve et Larose, 1966, 195 p.
- Catherine Cessac, Marc-Antoine Charpentier, Paris, Fayard, 1988, 604 p. (ISBN 2-213-02136-8, OCLC 906579047) — rééd. 1998 et éd. augmentée 2004.
- (en) H. Wiley Hitchcock, Marc-Antoine Charpentier ; Oxford, New York, Oxford University Press, 1990 (Oxford Studies of Composers, 23).
- Patricia M. Ranum, Portraits around Marc-Antoine Charpentier, Baltimore, auteur, 2004, 640 p.
- Catherine Cessac (textes réunis par), Marc-Antoine Charpentier, un musicien retrouvé, Sprimont, Mardaga, coll. « Études du Centre de musique baroque de Versailles / Musique, musicologie », 2005, 414 p. (ISBN 2-87009-887-1, OCLC 424332203, BNF 39942557)
- Catherine Cessac (éd.), Les manuscrits autographes de Marc-Antoine Charpentier, Wavre, Mardaga, coll. « Études du Centre de musique baroque de Versailles / Musique, musicologie », 2007, 312 p. (ISBN 978-2-87009-941-4 et 2-87009-941-X, OCLC 85335569, BNF 40988745, lire en ligne)
- (en) Shirley Thompson (dir.), New perspectives on Marc-Antoine Charpentier, New York, Routledge, 2010/2016, 600 p. (ISBN 978-0-7546-6579-3, OCLC 994220863, lire en ligne)
- Catherine Cessac (éd.), Les Histoires sacrées de Marc-Antoine Charpentier. Origines, contextes, langage, interprétation, Brepols 2016, 280 p.

#### Articles et chapitres
- Denise Launay, « Les motets à double chœur en France au début du XVIIe siècle », Revue de musicologie 40 (1957), p. 173-195.
- Jean Duron, « L'orchestre de Marc-Antoine Charpentier », Revue de musicologie 72/2 (1986), p. 23-65.
- Charles Mazouer, « Molière et Marc-Antoine Charpentier », Cahiers de l'Association internationale des études françaises, no 41,‎ 1989, pages 146, 147 et 148 (lire en ligne, consulté le 15 janvier 2017).
- « Sébastien de Brossard admirateur et défenseur de Charpentier », Bulletin de La Société Marc-Antoine Charpentier 16 (1999), p. 1-2.
- Société Marc-Antoine Charpentier, Bulletin Charpentier N° 1 à 20 (1989-2003).
- CMBV, Bulletin Charpentier nos 1 à 6 (publication numérique) (2008-2021).
- (en) H. Wiley Hitchcock, « Marc-Antoine Charpentier », dans Grove Music Online, Oxford University Press, 2001.
- Pascal Quignard, Les Ombres errantes, Grasset 2002, chapitre LII, p. 172
- Pierre Boulez, Entretiens avec Michel Archimbaud, Folio, février 2016, p. 109
- Jean Lionnet, « Charpentier à Rome », Parve che Sirio... rimembrasse una florida primavera : Scritti sulla musica a Roma nel Seicento con un inedito, Bari, Florestano Edizioni Nuova slrs, 2018, p. 349-361.
- Georges Forestier, Molière et Marc-Antoine Charpentier, Gallimard, 09/ 2018, p. 462, 463, 465, 467, 469, 471

#### Bases de données et dictionnaires
- Ressources relatives à la musique :   - International Music Score Library Project
  - AllMusic
  - Carnegie Hall
  - Discografia Nazionale della Canzone Italiana
  - Discogs
  - Grove Music Online
  - Last.fm
  - MGG Online
  - MusicBrainz
  - Musopen
  - Muziekweb
  - Rate Your Music
  - Répertoire international des sources musicales
- Ressources relatives au spectacle :   - Archives suisses des arts de la scène
  - Les Archives du spectacle
  - César
  - TheatreOnline
- Ressources relatives à la recherche :   - The Academic Family Tree
  - Isidore
- Ressources relatives aux beaux-arts :   - AGORHA
  - Bridgeman Art Library
- Ressources relatives à l'audiovisuel :   - Africultures
  - IMDb
- Ressource relative à plusieurs domaines :   - Radio France
- Notices dans des dictionnaires ou encyclopédies généralistes :   - Britannica
  - Brockhaus
  - Den Store Danske Encyklopædi
  - Deutsche Biographie
  - Enciclopedia De Agostini
  - Gran Enciclopèdia Catalana
  - Hrvatska Enciklopedija
  - Internetowa encyklopedia PWN
  - Nationalencyklopedin
  - Proleksis enciklopedija
  - Store norske leksikon
  - Universalis
- Notices d'autorité :   - VIAF
  - ISNI
  - BnF (données)
  - IdRef
  - LCCN
  - GND
  - Italie
  - Japon
  - CiNii
  - Espagne
  - Pays-Bas
  - Pologne
  - Israël
  - NUKAT
  - Catalogne
  - Suède
  - Vatican
  - Norvège
  - WorldCat